# Choirokoitia
Choirokoitia (Grieks: Χοιροκοιτία) is een archeologische site uit het Prekeramisch Neolithicum B in Cyprus. De plaats is gedateerd 7000 v.Chr. en staat sinds 1998 op de Werelderfgoedlijst van de Unesco. De nederzetting van Choirokoitia is gelegen op de helling van een heuvel in het dal van de rivier de Maroni richting zuidelijke kust van het eiland en ongeveer 6 km van de zee.
Naast de eigenlijke site werd een reconstructie van de nederzetting gebouwd volledig ingericht volgens het neolithisch model met ronde huizen in traditionele materialen uit die periode. Ook werd de oorspronkelijke flora terug aangeplant.

## Ontdekking
De site werd ontdekt in 1934 door dr. Porphyrios Dikaios, directeur van het Cypriotisch Departement voor Oudheidkunde. Hij voerde vier opgravingen uit tussen dat jaar en 1946. Zijn eerste bevindingen werden gepubliceerd in het Journal of Hellenic studies in 1934. In de vroege zeventiger jaren werden opnieuw opgravingen uitgevoerd, maar die werden onderbroken door de Turkse invasie van het eiland. Een Frans team onder leiding van Alain Le Brun hernam toen de opgravingswerken van deze site in 1977. Er bleek bewoning te zijn geweest van het 7e tot het 4e millennium v.Chr.

## Architectuur
Het dorp is van de rest van de wereld afgescheiden, ligt ver van een rivier en wordt omgeven door een muur van 2,5 meter dikte en 3 meter hoogte. Om deze reden wordt de plaats ook wel een van de oudste steden van de wereld genoemd.
De gebouwen binnen deze enclave waren ronde, dicht bij elkaar gebouwde structuren, soms gegroepeerd rond een binnenkoer.
De onderste gedeelten waren meestal uit steen en konden wel tot 4 meter dik zijn door voortdurend aanbouwen van nieuwe buitenlagen. De buitendiameter varieert tussen 2,30 m en 9,20 m, terwijl de binnendoorsnee slechts tussen 1,40 m en 4,80 m ligt. Een ingevallen plat dak dat recent werd gevonden toont aan dat niet alle daken altijd in koepelvorm waren, zoals eerst werd aangenomen.
De binnenzijde van deze bouwsels was verdeeld in verschillende gebruiksruimten, zowel ruimte voor voedselopslag als werkruimte. Er zijn zelfs aanwijzingen dat sommige huizen draagzuilen hadden voor de hogere verdiepingen. De vorm van deze ronde huizen vertoont gelijkenis met deze, betreffende dezelfde periode, opgegraven in de Levant (zie Baydha). Anderzijds werd op de site neolithisch materiaal gevonden dat vrijwel hetzelfde is als dit uit Anatolië, het huidige Turkije.

## Levenswijze
Deze vroegst bekende cultuur op Cyprus bestond uit een goed georganiseerde en ontwikkelde samenleving die vooral met landbouw bezig was, maar ook met jagen en het weiden van kudden. De teelt bestond vooral uit graangewassen. Zij plukten ook fruit van de bomen die in de omgeving van de nederzetting in het wild groeiden, onder meer pistachenoten, vijgen, olijven en pruimen. De belangrijkste diersoorten, waarvan voedselafval op de site werd gevonden, waren herten, gazellen, schapen, geiten en varkens.
Men schat dat het bevolkingsaantal van dit dorp nooit hoger was dan tussen de 300 en 600. Het menstype was van korte gestalte (de vrouwen gemiddeld ongeveer 1,51 m en de mannen tien centimeter groter). Kindersterfte was in die vroegste tijden vrij hoog. De gemiddelde levensverwachting bij de geboorte was 22 jaar. Volwassen mannen werden gemiddeld 35 jaar, vrouwen 33. De doden werden in gehurkte foetushouding (hurkgraf) begraven onder de huisvloeren, zoals dat in dezelfde tijd ook in Çatal Hüyük (zuidelijk Anatolië) en in 'Ain Ghazal (Jordanië) gebeurde. Op enkele plaatsen waren voorzieningen voor offeranden, waarschijnlijk in verband met voorouderverering op gezinsniveau.
Het dorp Choirokoitia werd om onbekende redenen blijkbaar relatief plots verlaten rond 6000 v.Chr. Het lijkt erop dat het hele eiland dan 1500 jaar lang onbewoond is gebleven tot de volgende etnische groep, die van de Sotira, er zich vestigde.

## Afbeeldingen

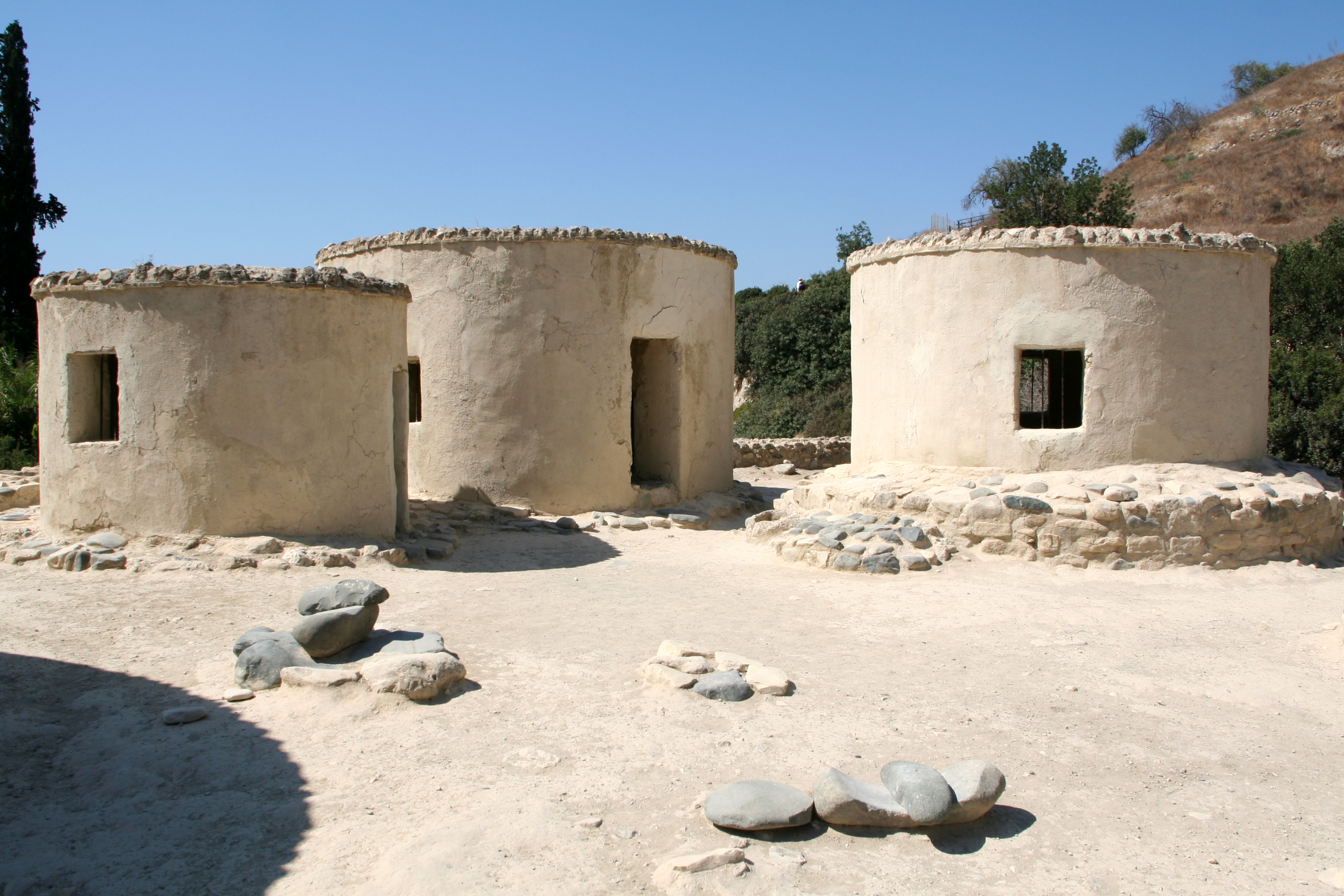
gereconstrueerde gebouwen
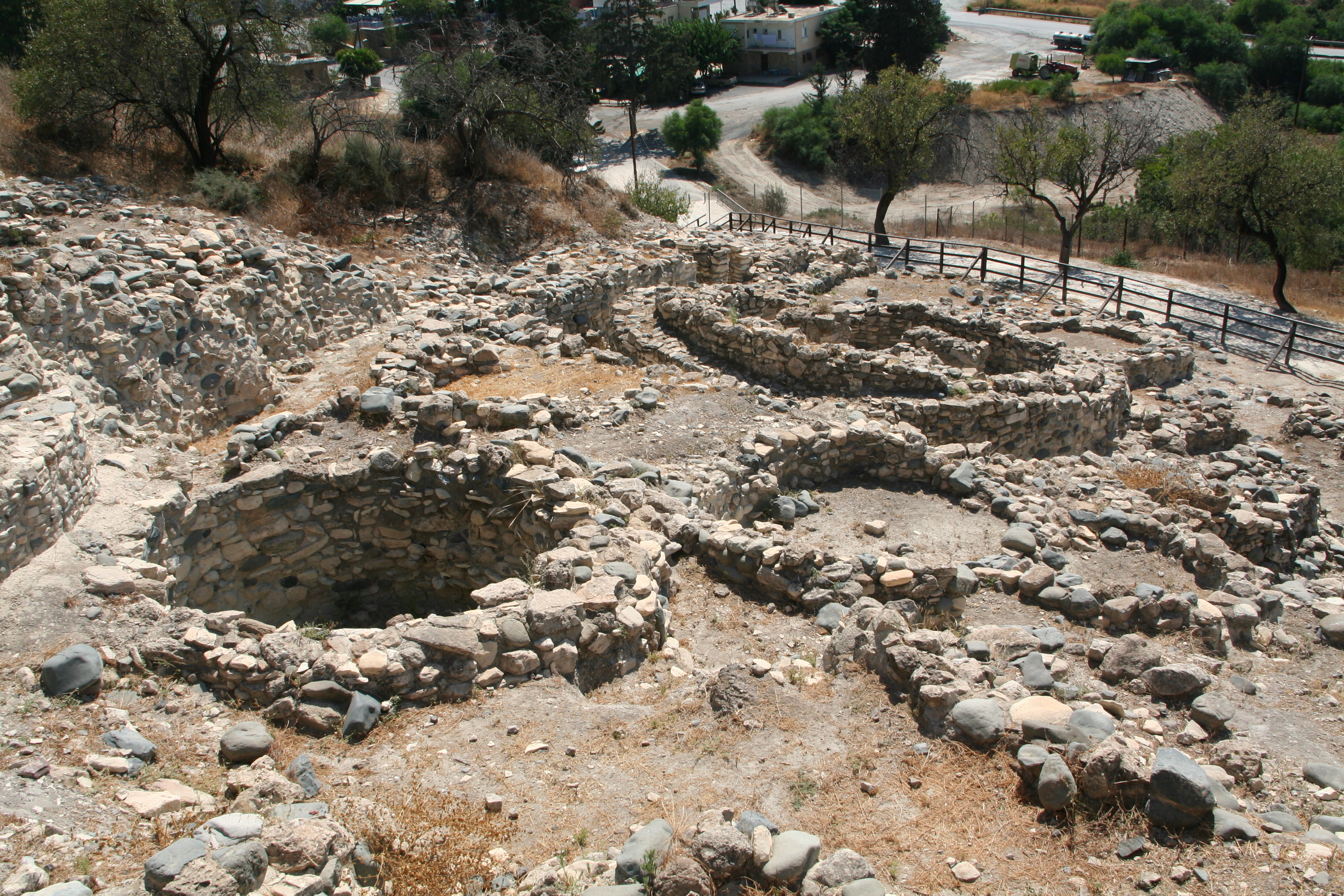
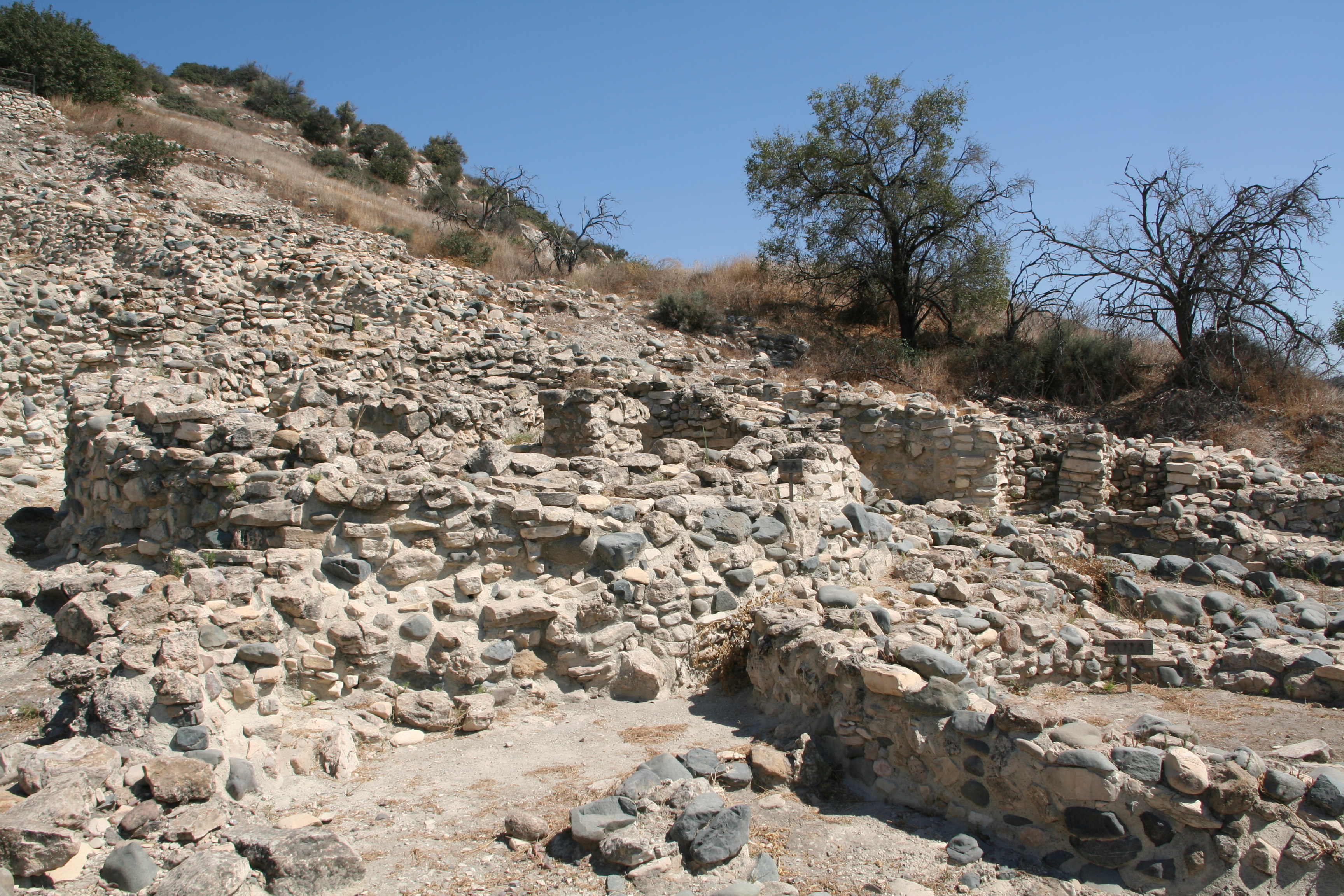